# Aub Lawson
Aubrey „Aub” Lawson (ur. 5 kwietnia 1914 w Warialda, zm. 20 stycznia 1977) – australijski żużlowiec.

## Życiorys
Przez 26 lat jeździł na torze żużlowym. W finałach IMŚ startował dziewięć razy. W 1958 r. zdobył brązowy medal, w wieku 43 lat. Zdobył dziesięć złotych medali indywidualnych mistrzostw Australii w różnych klasach, w latach 1949 (trzykrotnie), 1950, 1952, 1953 (dwukrotnie), 1954 (dwukrotnie) oraz 1955. Startował w lidze brytyjskiej w barwach klubów z Wembley, Middlesbrough, West Ham i Norwich.

## Osiągnięcia
| Osiągnięcia:                          | Osiągnięcia: | 1 raz •                                                   | 1 raz •                                                   | 1 raz •                                                   | 1 raz • |
| Sezon                                 | Miasto       | Msc                                                       | Pkt                                                       | Biegi                                                     | Uwagi   |
| ↓ W barwach reprezentacji Australii ↓ |              |                                                           |                                                           |                                                           |         |
| 1939                                  | Londyn       | Turniej odwołany z powodu wybuchu drugiej wojny światowej | Turniej odwołany z powodu wybuchu drugiej wojny światowej | Turniej odwołany z powodu wybuchu drugiej wojny światowej |         |
| 1949                                  | Londyn       | 8                                                         | 8                                                         | (1,3,1,1,2)                                               |         |
| 1950                                  | Londyn       | 4                                                         | 10                                                        | (2,2,3,1,2)                                               |         |
| 1951                                  | Londyn       | 10                                                        | 7                                                         | (1,2,2,0,2)                                               |         |
| 1953                                  | Londyn       | 9                                                         | 7                                                         | (1,3,2,1,0)                                               |         |
| 1954                                  | Londyn       | 14                                                        | 4                                                         | (2,0,0,2,0)                                               |         |
| 1955                                  | Londyn       | awansował do finału IMŚ ale w nim nie wystąpił            | awansował do finału IMŚ ale w nim nie wystąpił            | awansował do finału IMŚ ale w nim nie wystąpił            |         |
| 1956                                  | Londyn       | 14. miejsce w rundzie mistrzowskiej                       | 14. miejsce w rundzie mistrzowskiej                       | 14. miejsce w rundzie mistrzowskiej                       |         |
| 1957                                  | Londyn       | 4                                                         | 11+2                                                      | (3,3,1,2,2) +2                                            |         |
| 1958                                  | Londyn       | 3                                                         | 11+3                                                      | (1,3,3,1,3) +3                                            |         |
| 1959                                  | Londyn       | 5                                                         | 11+1                                                      | (3,3,2,2,1) +1                                            |         |
| 1960                                  | Londyn       | 14                                                        | 4                                                         | (1,1,1,0,1)                                               |         |

| Osiągnięcia:                          |          |                                             |                                             |                                             |       |
| Sezon                                 | Miasto   | Msc                                         | Pkt                                         | Biegi                                       | Uwagi |
| ↓ W barwach reprezentacji Australii ↓ |          |                                             |                                             |                                             |       |
| 1960                                  | Göteborg | Drużyna australijska odpadła w eliminacjach | Drużyna australijska odpadła w eliminacjach | Drużyna australijska odpadła w eliminacjach |       |